# China Railway High-speed
China Railway High-speed (abrev. CRH); xinès simplificat : 中国铁路高速; xinès tradicional : 中國鐵路高速; pinyin: Zhōngguó tielù gāosù) és el sistema ferroviari d' alta velocitat operat per la China Railways. Amb unitats sense conductor provades el 2021.
La introducció de la sèrie CRH va ser una part important de la sisena acceleració ferroviària nacional, implementada el 18 d'abril de 2007. A finals de 2020, China Railway High Speed proporcionava servei a totes les províncies de la Xina i funcionava poc menys de 38,000 km (24,000 mi) longitud de vies de passatgers, que representen aproximadament dos terços de les vies ferroviàries d’alta velocitat del món en servei comercial. Xina ha revelat plans per estendre el HSR a 70.000 km per any 2035. És el servei de ferrocarril més utilitzat al món, amb 2.29 mil milions de viatges en tren bala lliurats el 2019 i 2.16 mil milions de viatges el 2020, que fa que el nombre acumulat total de viatges sigui de 13.000 milions a partir del 2020.

## Característiques
Hexie Hao (xinès simplificat: 和谐号; xinès tradicional: 和諧號; pinyin: Héxié Hào) (Literalment: Harmonia) és la designació per als trens d'alta velocitat funcionant en aquest sistema ferroviari. Al començament dels viatges, tots els trens estaven marcats “CRH” al centre del cap del vehicle i al costat a les parets de cadascun. Tot i així, aviat es va canviar als caràcters xinesos “和谐号” en tots els trens. CRH1/2/5 tenen una velocitat màxima de 200/250 km/h. CRH2C i CRH3 tenen una velocitat màxima de 300/350 km/h. La nova generació de trens xinesos CRH380A, B, C i D tenen una velocitat màxima de 380 km/h. El 2014 han encarregat nous trens amb una velocitat màxima de 200/250 km/h: CRH6A, CRH3A, CRH3G I CRH2H.
Cada tren està format per 8 o 16 cotxes amb una capacitat entre 588 (CRH2A) i 1.229 (CRH2B) persones, depenent de la formació del tren. CRH1 i CRH380D van ser construïts per una operació conjunta entre Bombardier i CSR Sifang Power Transportation a Qingdao, província de Shandong. Els CRH2 i CRH380A basats en la tecnologia japonesa de Kawasaki E2 es van construir a la mateixa fàbrica de CSR Sifang Power Transportation. Xina Northern Locomotive i Rolling Stock Industry (CNR), amb fàbriques a Tangshan i Changchun va construir els trens CRH3 basats en el Velar de Siemens i els seus derivats CRH380B i C, i els CRH5 basats en la tecnologia d'Alstom. Aquests trens estan dissenyats per satisfer les normes d'estàndard internacional de la UIF i el CEN i cada vehicle utilitza una carrosseria d'aliatge d'alumini d'alta resistència d'un pes de 8,5 tones.

## Llista de trens CRH
Depenent de la seva velocitat, hi ha 3 categories de trens d'alta velocitat, G, D i C (G i alguns C són els més ràpids a 350 km/h, D amb una velocitat de 250 km/h i C amb una velocitat de 200 km/h).
Més de 1.000 unitats de material mòbil funcionen sota la marca CRH, incloent Hexie CRH1 / 2A / 5 que estan dissenyats per tenir una velocitat màxima de 250 km/h (160 mph) i CRH2C / 3 tenen una velocitat màxima de 350 km/h (220 mph). El CRH380A dissenyat autòcton té una velocitat de prova màxima de 416.6 km/h (258.9 mph) amb una velocitat d'operació comercial de 350 km/h. El conjunt de trens més ràpid, CRH380BL, va assolir una velocitat màxima de prova de 487.3 km/h (302.8 mph). El 2017, la marca Xina Standardized EMU, inclosa CR400AF/BF i CR200J, es va unir a China Railway High-speed i es va designar com a Fuxing juntament amb les lletres CR (China Railway). Amb un pla gradual, la marca CR substituirà l'actual marca CRH en servei.

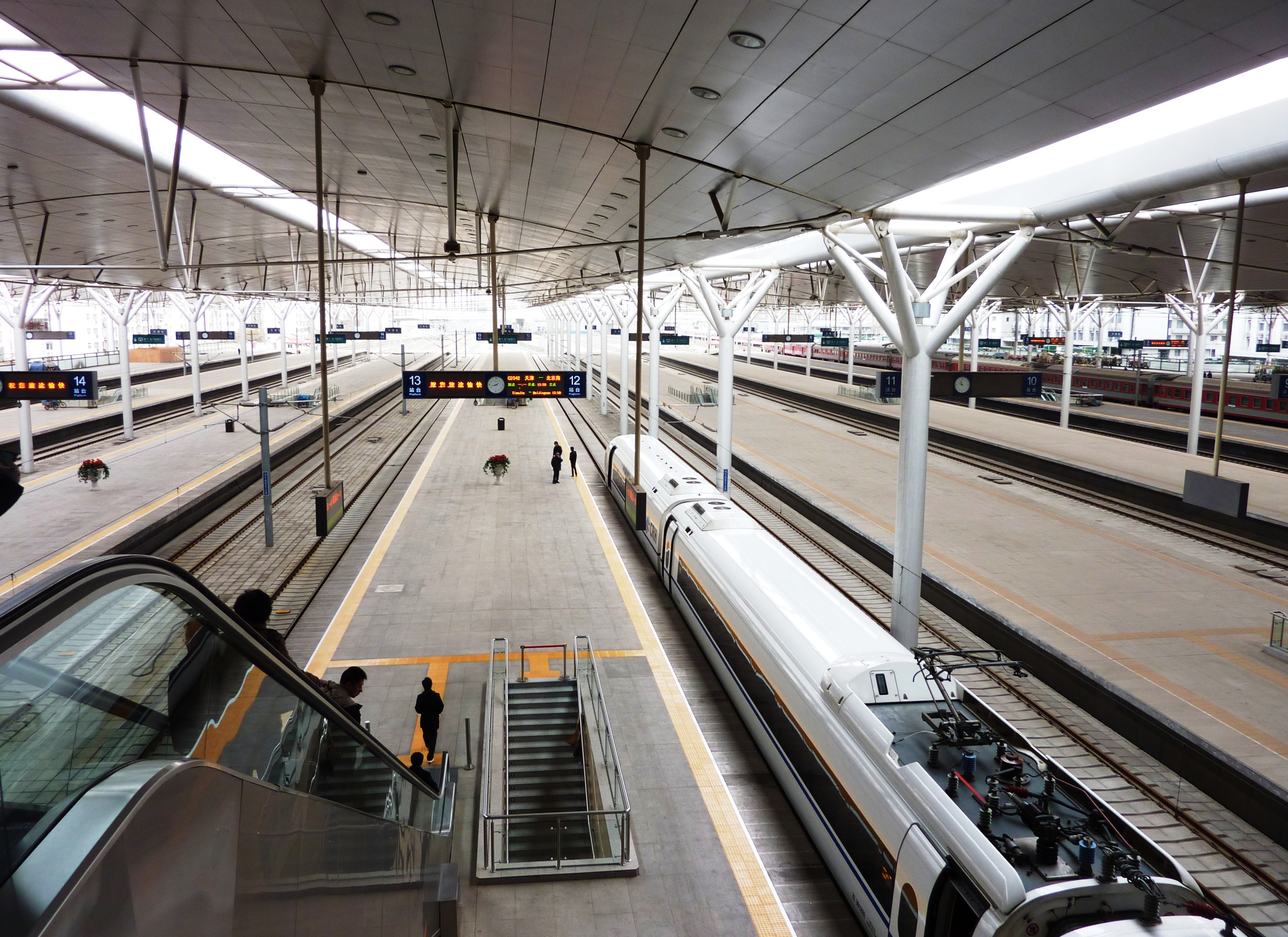
Estació CRH de Tientsin
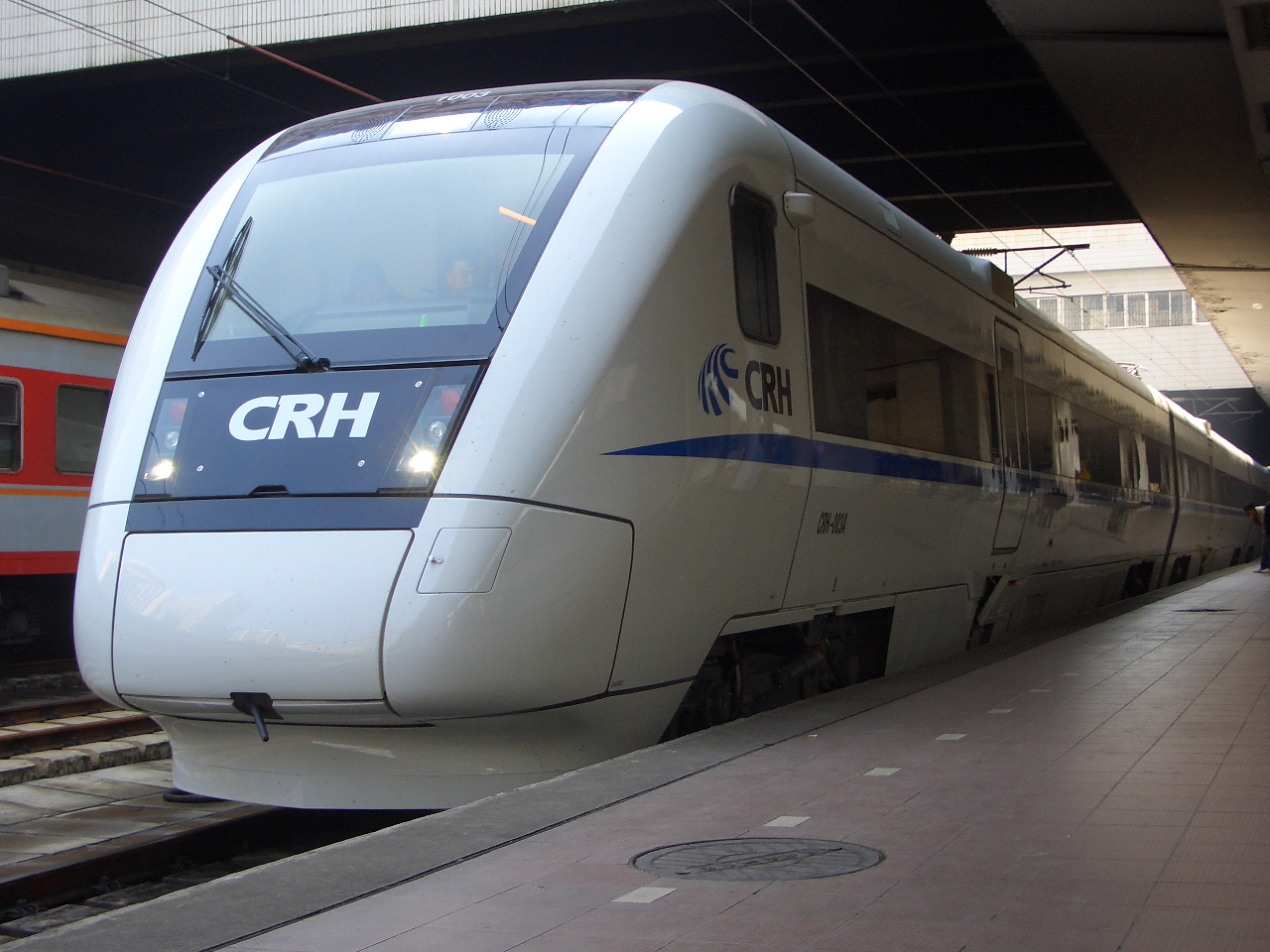
CRH1
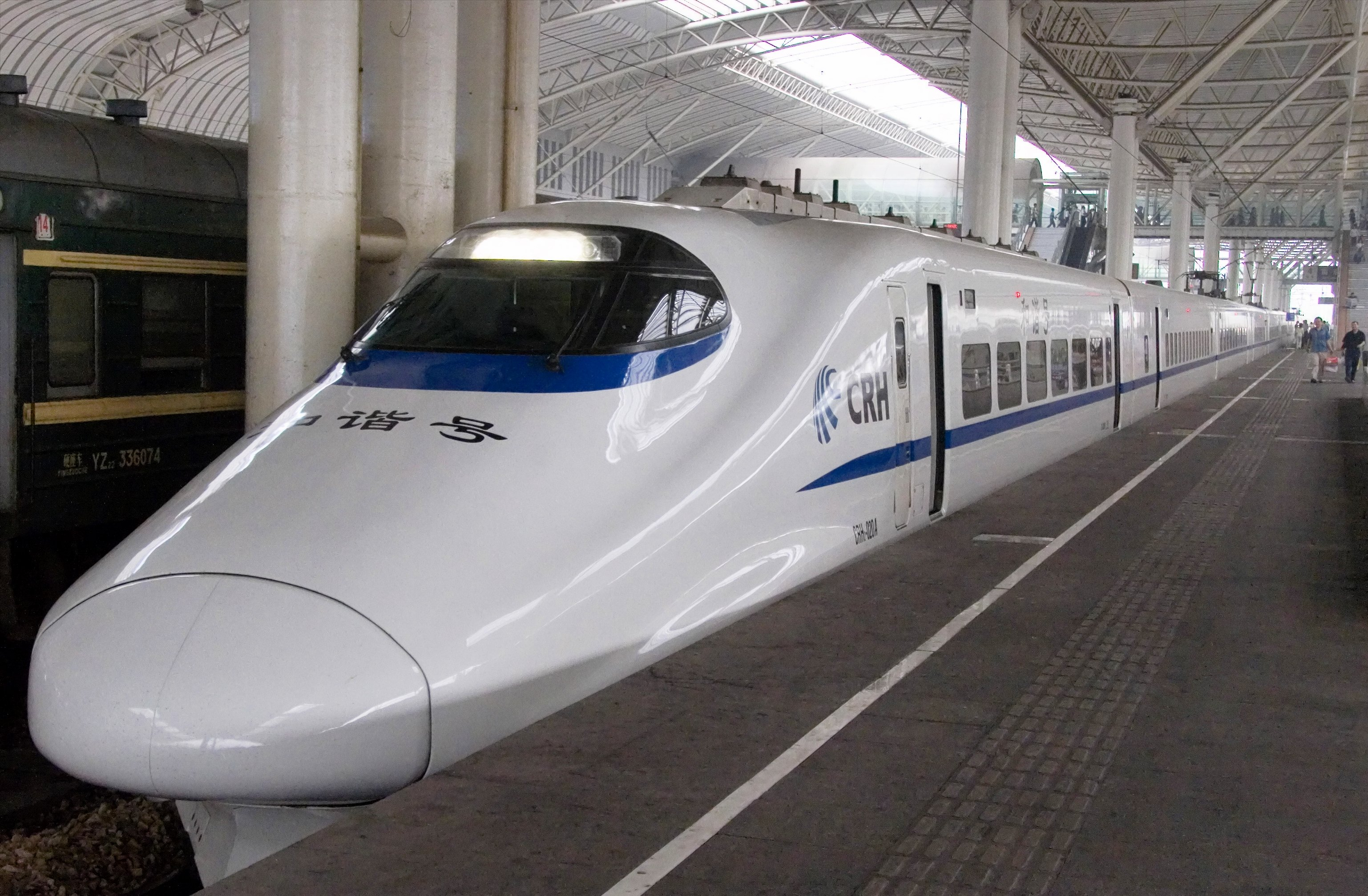
CRH2
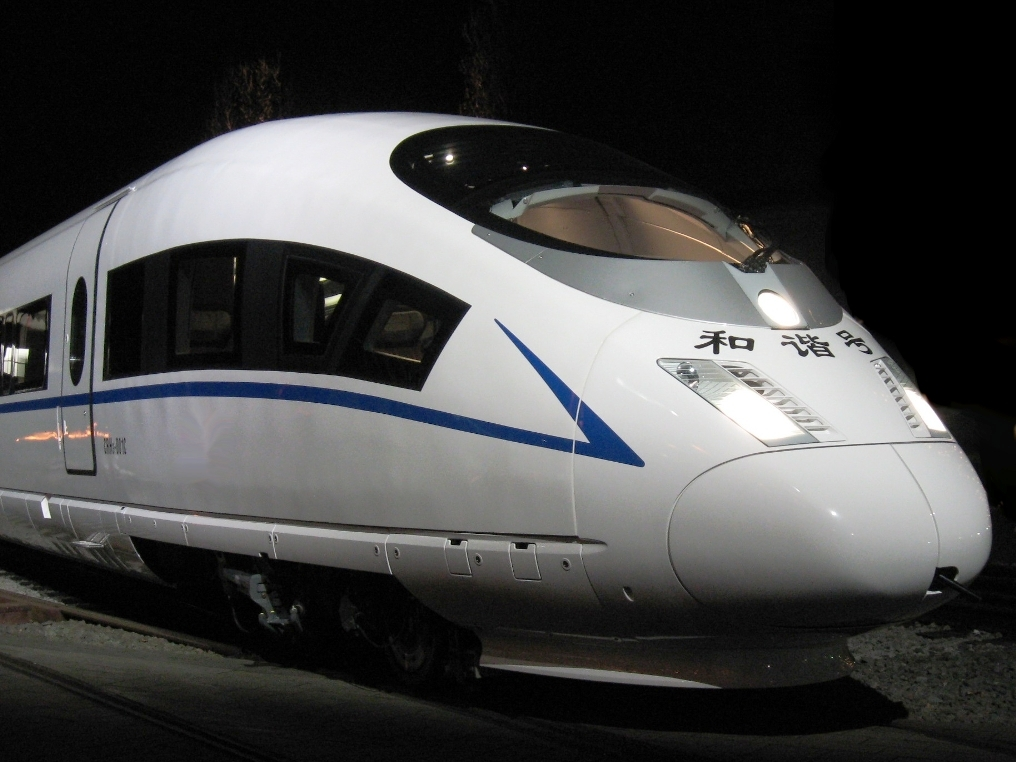
CRH3
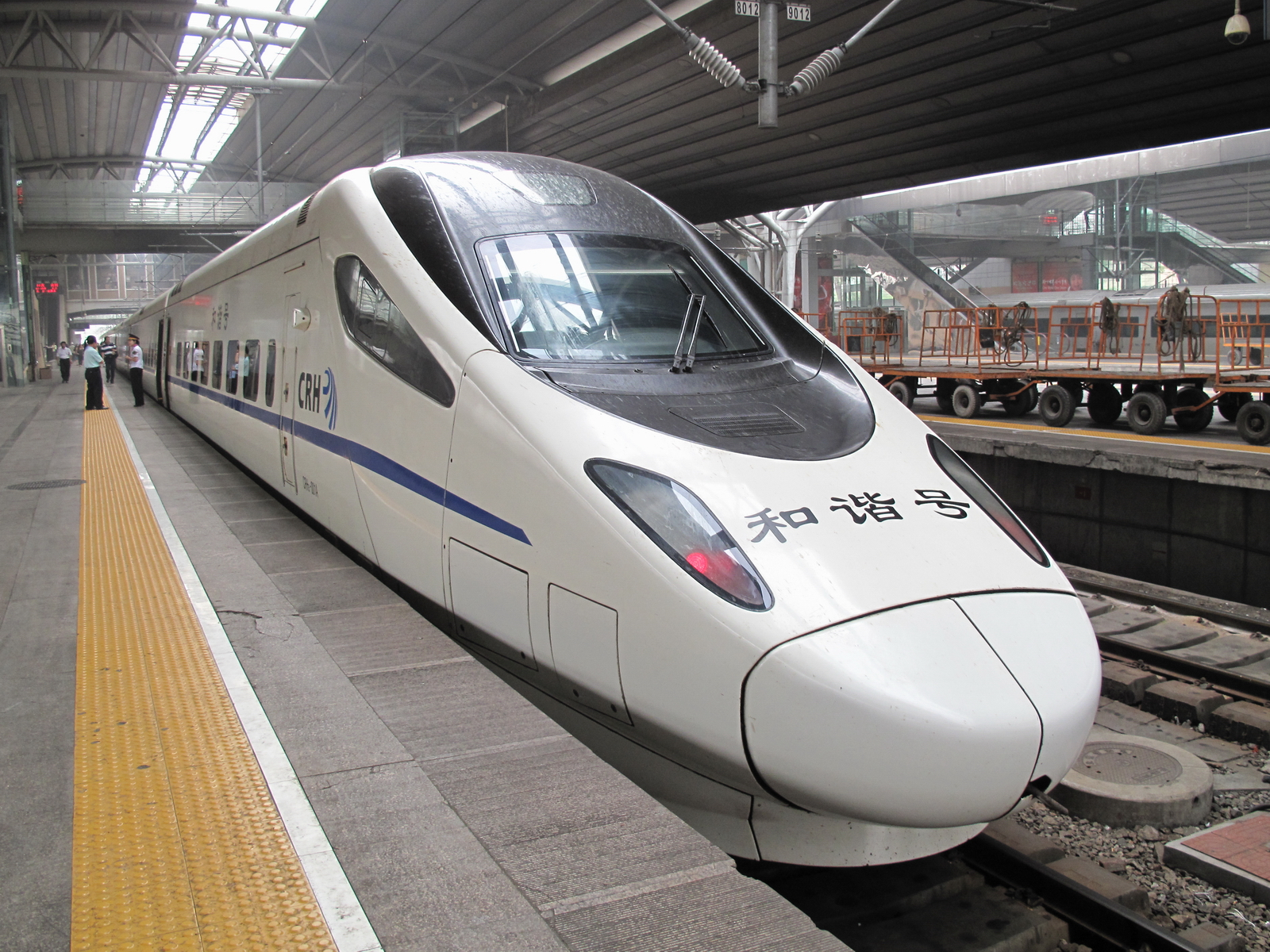
CRH5
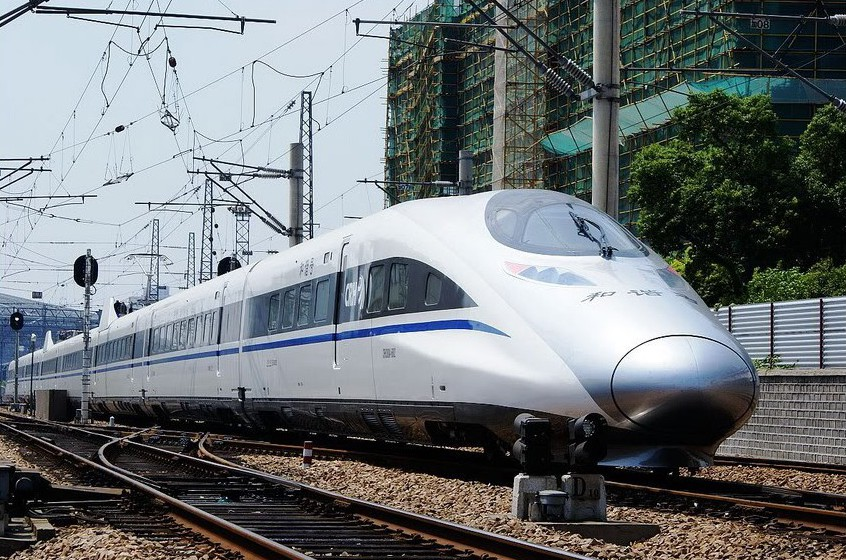
CRH380A
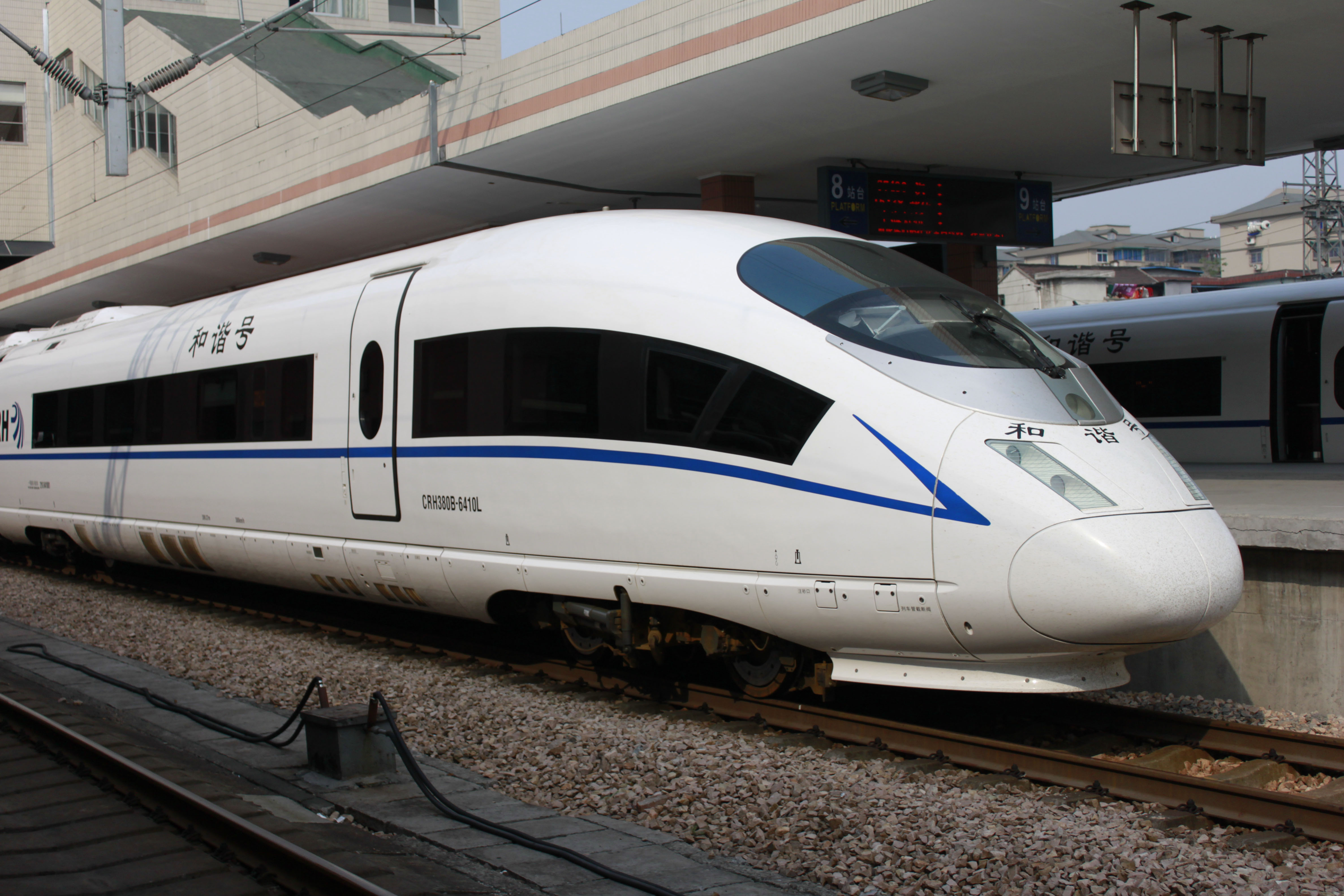
CRH380B
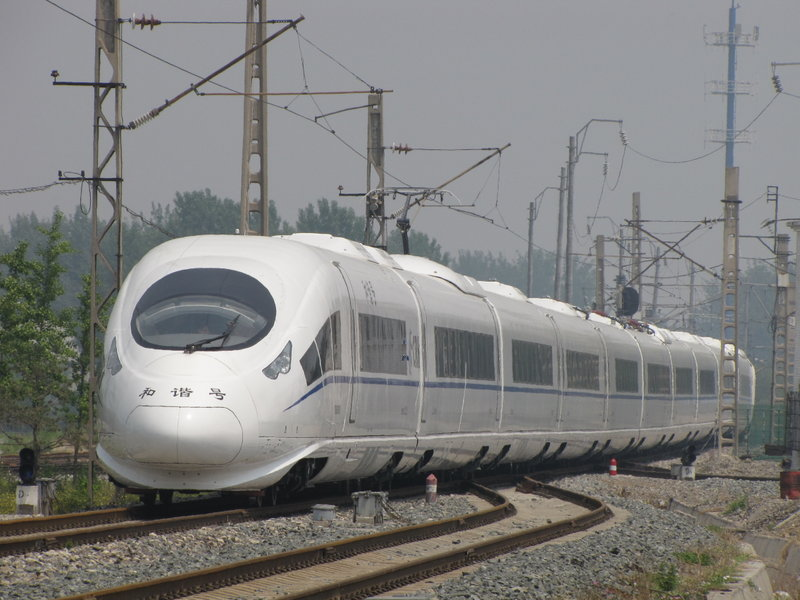
CRH380C
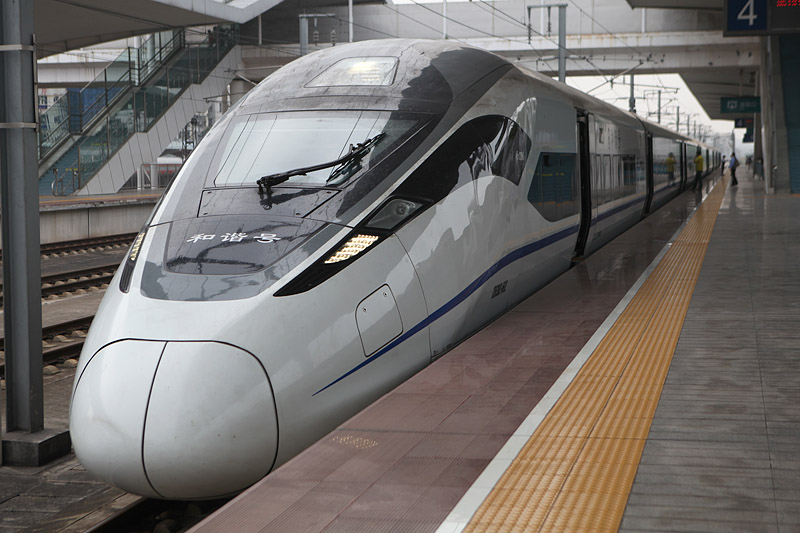
CRH380D

Entre el 10/10/2004 i el 26/04/2011 CRH va realitzar 22 comandes per a un total de 1.050 trens d'alta velocitat: 530 per a 300/380 km/hi 520 per a 200/250 km/h. A causa del canvi en la política de velocitats i preus d'abril de 2011, els trens només circulen a les velocitats màximes de 300 o 200 km/h.
Les properes sèries en entrar en servei seran els CRH3A (per a 200 km/h), i CRH3G i CRH2H (per a 250 km/h); aquest últim tindrà lliteres per a la nova línia Lanzhou-Urumqi, que és a una altitud de 3.607 metres.
Notes: les sèries que acaben en "B" o "L" tenen 16 cotxes. Les que acaben en "E" o "H" tenen lliteres.

## Tipus de trens xinesos segons la seva velocitat i parades
G- TAV: el més ràpid, a 300 km / h.

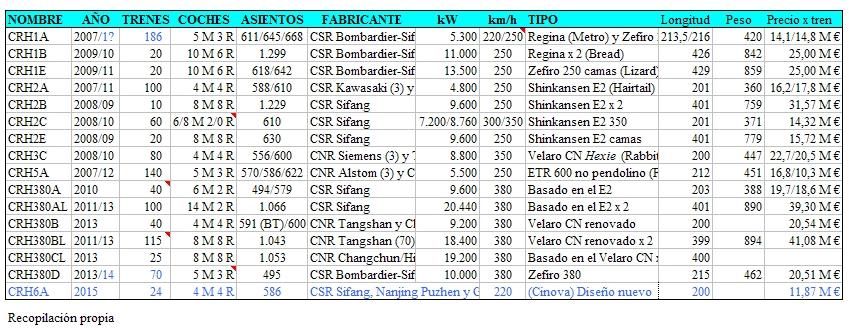
Sèries de trens CRH xinesos d'alta velocitat

C- TAV Intercity: a 300 km / h, entre ciutats pròximes.
D- Automotor elèctric: també anomenat Hexiehao (Harmonia), a 200 km / h.
Z- Tren Exprés Directe: per llarga distància amb poques parades, a 160 km / h. Només seients reclinables i llits / lliteres (soft-sleepers i soft-seats).
T- Exprés: per llarga distància amb poques parades, a 140 km / h. De vegades seients reclinables, llits i lliteres (soft-sleeper, soft-seat, hard-sleeper i hard-seat).
K- Ràpid: més parades que el sèrie T, a 120 km / h. Aire condicionat, amb 4 classes i lliteres.
Tren local ràpid: més lents i amb més parades que els sèrie K, a 120 km / h. Alguns no tenen aire condicionat.
Tren local: els més lents, a 100 km / h, parant a totes les estacions. Sense aire condicionat.
Tren intercanviador: servei intern, no admet viatgers.
L– Trens temporals: per exemple per al Festival Xinès de Primavera o la Festa Nacional, quan gairebé tots els xinesos tornen als llocs d'origen. Rutinàriament subjectes a retards.
I- Tren turístic.